# Kirchliches Archivzentrum Berlin
Das Kirchliche Archivzentrum Berlin (KAB) ist ein Archivgebäude am Bethaniendamm 29 im Ortsteil Kreuzberg der Bezirkes Friedrichshain-Kreuzberg in Berlin.
Es wurde in den Jahren 1999/2000 errichtet.
In ihm sind untergebracht:
- das Evangelische Zentralarchiv in Berlin (EZA), seit Herbst 2000
- das Evangelische Landeskirchliche Archiv in Berlin (ELAB)
  - als Depositum: das Archiv des Berliner Missionswerkes[2]
  - als Depositum: das Archiv des Jerusalemsvereins[3]
- das Diözesanarchiv Berlin, seit 2005[4]